# Amura
Amura é um termo náutico que em princípio designa o bordo que recebe o vento ,  Barlavento.

## Outros contextos
Pode ser empregue noutros contextos como seja: 
- as zonas do casco entre a proa e o ponto médio do casco, o través. [2]
- a bochecha, a parte curva do costado na proa, desde a linha d`água até o convés principal.
- o cabo com que se puxa para vante o punho de barlavento de uma vela redonda, de modo que ela receba bem o vento.
- o cabo com que se prende ao mastro ou na direção da proa, o punho da amura de uma vela latina
- a escota que não está a ser  utilizada (livre) por se encontrar a barlavento [3]

## Termos com Amura
- Amurado por Bombordo/Estibordo -  termo náutico que significa velejar recebendo o vento por bombordo/estibordo [4]
- Falsa Amura - quando navegando à popa, a retranca da vela grande vai na mesma amura em que o barco recebe o vento.